# 超歌舞伎
超歌舞伎（ちょうかぶき）は、初音ミクを中心としたバーチャルシンガーと二代目中村獅童を中心とした歌舞伎役者が共演する最新テクノロジーを駆使した歌舞伎。
制作は松竹とドワンゴ、特別協賛と技術協力は日本電信電話（NTT）、制作協力はクリプトン・フューチャー・メディア。

## 概要
2016年の『ニコニコ超会議2016』内の企画としてスタート。優れたデジタルコンテンツを表彰する2016年のデジタル・コンテンツ・オブ・ジ・イヤー'16／第22回AMDアワードにおいて、大賞／総務大臣賞を受賞。
2019年8月と2021年9月には京都南座での公演も行われ、2022年には劇場での公演が全国4か所（福岡・博多座、名古屋・御園座、東京・新橋演舞場、京都・南座）に拡大された。2022年に『ニコニコ超会議』内で行われた超歌舞伎で、期間中に配信された過去作品5本と本公演を合わせたネット総来場者数が100万人を突破した。また、この時の本公演『永遠花誉功』には、中村獅童の長男・小川陽喜がサプライズで出演した。
2023年に行われた『ニコニコ超会議2023』では、幕張メッセ公演では初となるリミテッドバージョン（配役が異なるバージョン）も実施され、千秋楽では2023年12月に東京・歌舞伎座で公演されることが発表された。そして、歌舞伎座『十二月大歌舞伎』第一部の演目のひとつとして『今昔饗宴千本桜』が上演された。歌舞伎座での公演は初となる。また、この公演が中村獅童の次男・小川夏幹の初お目見得でもある。歌舞伎座の公演では新たにNTTの最新技術である「APN IOWN1.0」が使われており、遠隔地にいる演者の動きをリアルタイムで初音ミクに反映することにより、今まで不可能であった舞台上の演者のアドリブなどへの対応が実現した。
2025年5月には、大阪・関西万博会場内のEXPOホール・シャインハットで、「超歌舞伎 〈CHO-KABUKI〉Powered by IOWN『今昔饗宴千本桜 Expo2025 ver.』」と題した公演が行われた。この公演では、NTTの次世代通信基盤IOWNを使い、台湾の会場にいる伝統芸能のパフォーマンス集団とのリモートによる共演が演出に取り入れられた。

## 公演
| 公演年 | イベント・公演名                       | 公演場所                 | 公演日程               | 演目 | 備考・出典             |
| ------ | -------------------------------------- | ------------------------ | ---------------------- | --- | ---------------------- |
| 2016年 | ニコニコ超会議2016                     | 幕張メッセイベントホール | 2016年4月29日 - 30日   | 今昔饗宴千本桜                                                                                                 | [ 1 ]                  |
| 2017年 | ニコニコ超会議2017                     | 幕張メッセイベントホール | 2017年4月29日 - 30日   | 花街詞合鏡 | [ 19 ]                 |
| 2018年 | ニコニコ超会議2018                     | 幕張メッセイベントホール | 2018年4月28日 - 29日   | 積思花顔競 | [ 20 ]                 |
| 2019年 | ニコニコ超会議2019                     | 幕張メッセイベントホール | 2019年4月27日 - 28日   | 今昔饗宴千本桜                                                                                                 | [ 21 ]                 |
| 2019年 | 八月南座超歌舞伎                       | 京都南座                 | 2019年8月2日 - 26日    | - 本公演 - 超歌舞伎のみかた - お国山三 當世流歌舞伎踊 - 今昔饗宴千本桜 - リミテッドバージョン - 今昔饗宴千本桜 | [ 8 ]                  |
| 2020年 | ニコニコネット超会議2020夏             | ニコニコ生放送           | 2020年8月16日          | 夏祭版 今昔饗宴千本桜                                                                                          | [ 22 ]                 |
| 2021年 | ニコニコネット超会議2021               | 幕張メッセイベントホール | 2021年4月24 - 25日     | 御伽草子 戀姿絵                                                                                                | [ 23 ]                 |
| 2021年 | 九月南座超歌舞伎                       | 京都南座                 | 2021年9月3日 - 26日    | - 本公演 - 都染戯場彩 - 御伽草子戀姿絵 - リミテッドバージョン - 御伽草子戀姿絵                                 | [ 9 ]                  |
| 2022年 | ニコニコ超会議2022                     | 幕張メッセイベントホール | 2022年4月29 - 30日     | 永遠花誉功 | [ 24 ]                 |
| 2022年 | 超歌舞伎2022 Powered by NTT            | 福岡・博多座             | 2022年8月4日 - 7日     | - 本公演 - 超歌舞伎のみかた - 萬代春歌舞伎踊 - 永遠花誉功 - リミテッドバージョン - 永遠花誉功                  | [ 25 ]                 |
| 2022年 | 超歌舞伎2022 Powered by NTT            | 名古屋・御園座           | 2022年8月13日 - 16日   | [ 26 ] |                        |
| 2022年 | 超歌舞伎2022 Powered by NTT            | 東京・新橋演舞場         | 2022年8月21日 - 9月3日 | [ 注 1 ] [ 27 ]                                                                                                |                        |
| 2022年 | 超歌舞伎2022 Powered by NTT            | 京都南座                 | 2022年9月8日 - 25日    | [ 注 1 ] [ 28 ]                                                                                                |                        |
| 2023年 | ニコニコ超会議2023                     | 幕張メッセイベントホール | 2023年4月29日 - 30日   | - 本公演／リミテッドバージョン - 御伽草子戀姿絵                                                                | [ 注 2 ] [ 29 ] [ 13 ] |
| 2023年 | 十二月大歌舞伎（第一部の二）           | 東京・歌舞伎座           | 2023年12月3日 - 26日   | 今昔饗宴千本桜                                                                                                 | [ 15 ] [ 注 3 ]        |
| 2025年 | 超歌舞伎〈CHO-KABUKI〉 Powered by IOWN | EXPO ホール              | 2025年5月24日 - 25日   | 今昔饗宴千本桜 Expo2025 ver.                                                                                   | [ 31 ] [ 注 4 ]        |

## 特色
スクリーンに投影されたCGのキャラクターと、実際の役者が同じ舞台上で共演するのが大きな特徴である。キャラクターの投影は、会場によって、透過スクリーンが使用される場合と白いの生地のスクリーンが使用される場合がある。
観客は、出演者毎に指定された色のペンライトを振って応援するスタイルが定着している。もとは観客が自発的に始めたものであったが、会場での客席参加型の演出として取り入れられ、ペンライトの点灯を誘発する台詞が加えられることもある。
大向こうの掛け声は、思い思いのタイミングで（本来禁止されている女性含め）誰でもかけることができる。また、出演者の屋号に加えて、掛け声も定着している。
コロナ禍の中での開催となった2021年と2022年の公演は、感染症対策として観客が声を出さない形式で行われた。そのため、「大向う付オリジナルペンライト」という、大向こうの音声を発する機能が付いたペンライトが劇場公演グッズとして販売された。
ニコニコ超会議では、ニコニコ生放送の視聴者の入力したコメントが会場にも投影され、声援の代わりになる。そのため、視聴者のコメントを誘発するための台詞も演出として取り入れられており、初心者のために、歌舞伎の約束事などの解説的なコメントをするユーザーもいる。

## 出演者

### 歌舞伎役者
- 中村獅童[1][19][20][23][24]
- 澤村國矢[1][19][20][23][24]
- 中村蝶紫[19][20][23][24]
- 中村獅一[24]
- 片岡千次郎[24]
- 中村いてう[24]
- 小川陽喜[12]
- 市川升三郎[42]
- 尾上菊伸[42]
- 中村種之助[15]
- 小川夏幹[15]
- 市川青虎[15]
- 中村七之助[15]
- 中村勘九郎[15]

### バーチャル
- ピアプロキャラクターズ（クリプトン・フューチャー・メディア）
  - 初音ミク[1][19][20][23][24]
  - 鏡音リン[20]
  - 鏡音レン[43]
  - KAITO[1]
- サークル「ツインドリル」
  - 重音テト[19]

## スタッフ
- 演出・振付 - 藤間勘十郎[1][19][20][23][24]
- 脚本 - 松岡亮[1][19][20][23][24]
- テクニカル演出 - 山形龍司[1]
- 音楽 - 苫舟[1][19]
- 音楽 - 大和櫻笙[1]
- 所作指導 - 中村蝶紫[1]
- 立師 - 中村獅一[1][19]
- 総合プロデューサー - 横澤大輔[1][19][20]

## 演目のモチーフ

### 今昔饗宴千本桜
黒うさP作詞・作曲の楽曲「千本桜」および同曲をモチーフとした『小説 千本桜』と、歌舞伎の演目『義経千本桜』をもとにした作品。
読み方はなくらべせんぼんざくら
劇中曲「千本桜」 - 作詞・作曲 黒うさP

### 花街詞合鏡
歌舞伎の演目『御所五郎蔵』の要素を取り入れて創作された作品。
読み方くるわことばあわせかがみ
劇中曲「吉原ラメント」 - 作詞・作曲 亜沙

### 積思花顔競
歌舞伎舞踊の演目『積恋雪関扉』に着想を得た作品。
読み方つもるおもいはなのかおみせ
劇中曲「天樂」 - 作詞・作曲 ゆうゆ

### 御伽草子戀姿絵
土蜘伝説を題材とした、近松門左衛門の『関八州繋馬』や、桜田治助の『我背子恋の合槌』、山東京伝の『善知安方忠義伝』などをふまえて創作された作品。
読み方おとぎぞうしこいのすがたえ
劇中曲「ロミオとシンデレラ」 - 作詞・作曲 doriko

### 永遠花誉功
近松半二の『妹背山婦女庭訓』をはじめとする乙巳の変を題材とした歌舞伎や人形浄瑠璃の作品と、cosMo@暴走P作詞・作曲の楽曲「初音ミクの消失」をもとにして書き下ろされた作品。
読み方とわのはなほまれのいさおし
劇中曲「初音ミクの消失」 - 作詞・作曲 cosMo@暴走P

## 映像ソフト
いくつかの公演は映像ソフト化されている。
| タイトル                | 発売日        | JANコード                                             | 販売元   |
| ----------------------- | ------------- | ----------------------------------------------------- | -------- |
| 超歌舞伎 今昔饗宴千本桜 | 2017年6月28日 | Blu-ray（JAN 4541993030323） DVD（JAN 4541993030330） | KADOKAWA |
| 超歌舞伎 花街詞合鏡     | 2018年6月27日 | Blu-ray（JAN 4589686427890）                          | ドワンゴ |

## メディア展開
にっぽんの芸能
2017年6月、主に日本の古典芸能を取り上げるNHK Eテレの番組『にっぽんの芸能』で、『花街詞合鏡』の公演が紹介された。それ以降も、同番組では超歌舞伎の公演がたびたび放送されている。
超歌舞伎VR 花街詞合鏡
2018年4月、『花街詞合鏡』を題材にしたPlayStation VR専用のアプリケーションが配信された。プレイヤーはバーチャル・リアリティの空間内を動き回り、初音ミク演じる初音太夫の舞を360度どの角度からでも見ることができる。
＃コンパス 戦闘摂理解析システム
2020年4月、スマートフォン向けゲームアプリ『＃コンパス 戦闘摂理解析システム』とのコラボ企画が行われた。『今昔饗宴千本桜』の登場人物、コラボカードやコラボ衣装コスチュームがゲームに登場。
S.RIDE
2023年12月の『十二月大歌舞伎』での『今昔饗宴千本桜』の上演を記念し、タクシー配車用アプリS.RIDEとのコラボが行われた。コラボでは、特別ラッピングが施された「超歌舞伎タクシー」の配車や、『十二月大歌舞伎』第一部の1等席チケットと「超歌舞伎タクシー」での送迎がセットになった「超歌舞伎超ライドパック」の販売が行われた。

## イヤホンガイド
2019年の「八月南座超歌舞伎」、2021年の「九月南座超歌舞伎」、2022年の「超歌舞伎2022 Powered by NTT」（博多座、御園座、新橋演舞場、南座）、2023年の「十二月大歌舞伎」公演では、実況解説スタイルのイヤホンガイドが用意された。
- 実況 - 百花繚乱
- 解説 - 高木秀樹